# Wanda Jablonski
Wanda Jablonski (23. srpna 1920 Československo – 28. ledna 1992 New York) byla americká novinářka českého původu. Zabývala se světovým ropným průmyslem.

## Životopis
Narodila se 23. srpna roku 1920 v Československu. Její otec byl ropný geolog Eugene Jablonski. I tato skutečnost přispěla k jejímu zájmu o ropný průmysl. Do roku 1936 studovala v Anglii, než se s rodiči přestěhovala do Spojených států amerických. Zde vystudovala Cornellovo univerzitu.
Začínala jako redaktorka ropného časopisu Journal of Commerce, kde se proslavila rozhovorem s tehdejším venezuelským ministrem ropného průmyslu Juanem Pablem Pérezem Alfonsem. V roce 1954 přešla do časopisu Petroleum Week, kde pravidelně hovořila s ministry ropného průmyslu a předsedy společností. Jako žena v ropném průmyslu byla známá pod přezdívkou „Wanda“.
V roce 1961 pak založila časopis Petroleum Intelligence Weekly, který se stal známý jako „bible ropného průmyslu“. Vedla jej až do roku 1988.
Zemřela v roce 1992 na selhání srdce ve věku 71 let.